# Guianonus ectoporus
Guianonus ectoporus är en mångfotingart som beskrevs av Chamberlin 1923. Guianonus ectoporus ingår i släktet Guianonus och familjen fingerdubbelfotingar. Inga underarter finns listade i Catalogue of Life.